# Lambda Ophiuchi
Désignations
Lambda Ophiuchi (λ Oph, λ Ophiuchi), également nommée Marfik, est une étoile triple de la constellation d'Ophiuchus. Sa magnitude apparente combinée est de 3,82. D'après la mesure de sa parallaxe annuelle par le satellite Hipparcos, le système est situé à environ 173 années-lumière de la Terre. Il se rapproche du Système solaire à une vitesse radiale de −16 km/s.
Lambda Ophiuchi porte les noms traditionnels de Marfik ou Marsik, signifiant « le coude » en arabe. Le nom de Marfik a été officialisé par l'Union astronomique internationale le 12 septembre 2016.
Le système de Lambda Ophiuchi comprend deux étoiles blanches de la séquence principale de types spectraux A0V et A4V, et désignées λ Ophiuchi A et B, respectivement. La troisième composante, λ Ophiuchi C, est une étoile de magnitude apparente 11,84 située à deux minutes d'arc des autres composantes du système.